# Yuvalı, Saray
Yuvalı là một xã thuộc huyện Saray, tỉnh Tekirdağ, Thổ Nhĩ Kỳ. Dân số thời điểm năm 2011 là 406 người.